# Parafia św. Kingi w Częstochowie
Parafia Świętej Kingi w Częstochowie – rzymskokatolicka parafia, położona w dekanacie Częstochowa – Najświętszej Maryi Panny Jasnogórskiej, archidiecezji częstochowskiej w Polsce, erygowana w 2003. Parafia znajduje się w Kuźnicy, w dzielnicy Dźbów.